# 126901 Craigstevens
126901 Craigstevens este o planetă minoră (asteroid) din centura de asteroizi. A fost descoperită pe 9 martie 2002 la Catalina Station⁠(d) de Catalina Sky Survey. 
Obiectul prezintă o orbită caracterizată de o semiaxă mare de 2,6008234212031 UAi, o excentricitate de 0,03, o înclinație de 3,7 ° în raport cu ecliptica.